# Еванта (сателит)
Еванта или Јупитер XXXIII је ретроградни неправилни Јупитеров природни сателит. Открио ју је тим астронома са Универзитета на Хавајима, на челу са Скотом Шепардом (енгл. Scott Sheppard) 2001. године, када је новооткривено небеско тело названо S/2001 J 7. У августу 2003. године добила је свој садашњи назив, и то по мајци Грација — Еванти. Припада Ананкиној групи Јупитерових природних сателита. Њен пречник износи око 3 km.